# Franz von Baur
Franz Adolf Gregor (von) Baur (* 10. März 1830 in Lindenfels (Odenwald); † 2. Januar 1897 in München) war ein deutscher Forstwissenschaftler.

## Leben
Sein Vater war Ludwig Friedrich Baur, großherzoglich hessischer Oberförster in Dornberg. Ab 1845 besuchte er die höhere Gewerbeschule (später Technische Hochschule) in Darmstadt, wo er 1848 die Reifeprüfung bestand. Nach dem Studium der Forstwissenschaften in Gießen war er 1851 bis 1855 im praktischen Forstdienst tätig und übernahm 1855 die Professur für forstmathematische Disziplinen an der Forstlehranstalt Weißwasser in Böhmen. Von 1864 bis 1878 war er als Professor an der Land- und forstwirtschaftlichen Akademie Hohenheim tätig und wirkte seit 1872 auch als Vorstand der Württembergischen Forstlichen Versuchsanstalt. 1878 kam er als ordentlicher Professor für Holzmeßkunde an die Universität in München.
Baur hatte bedeutenden Anteil an der Gründung und Entwicklung der deutschen Forstlichen Versuchsanstalten. Grundlegende Erkenntnisse auf dem neuen Gebiet der forstlichen Ertragskunde, verarbeitet in Ertrags-, Formzahl- und Massentafeln, sind ihm zu verdanken. Im wissenschaftlichen Streit der dem rein kapitalorientierten Ansatz verpflichteten „Bodenreinerträgler“ gegen die „Waldreinerträgler“ nahm er entschieden gegen die aufkommende Bodenreinertragslehre Stellung.
Baur war Rektor der Ludwig-Maximilians-Universität München für das Studienjahr 1895/96. Er war Ritter des Verdienstordens vom Heiligen Michael III. Klasse und Komtur des Ordens der Württembergischen Krone (1877) mit der Erhebung in den persönlichen, nicht vererbbaren Adel.
Er starb am 2. Februar 1897 in München an den Folgen eines Gehirnschlages.

## Werke
- „Ueber forstliche Versuchsstationen. Ein Weck- und Mahnruf an alle Pfleger und Freunde des deutschen Waldes“ (1868)
- „Ueber die Berechnung der zu leistenden Entschädigungen für die Abtretung von Wald zu öffentlichen Zwecken, mit Rücksicht auf die neuere Theorie des Waldbaues der höchsten Bodenrente“ (1869; war bereits 1868 als Hauptabhandlung in der Festschrift zum 50-jährigen Jubiläum der Akademie Hohenheim erschienen)
- „Der Wald und seine Bodendecke im Haushalte der Natur und der Völker“, ein im Königsbaue zu Stuttgart am 13. Februar 1869 vor den Königlichen Majestäten gehaltener populär-wissenschaftlicher Vortrag (1869)
- „Forstakademie oder allgemeine Hochschule? Ein Beitrag zur forstlichen Unterrichtsfrage“ (1875)
- „Die Fichte in Bezug auf Ertrag, Zuwachs und Form. Unter Zugrundelegung der an der K. Württ. forstlichen Versuchsanstalt angestellten Untersuchungen bearbeitet“ (1877).
- „Untersuchungen über den Festgehalt und das Gewicht des Schichtholzes und der Rinde. Ausgeführt von dem Vereine deutscher forstlicher Versuchsanstalten und in dessen Auftrag bearbeitet“ (1879)
- „Die Rothbuche in Bezug auf Ertrag. Zuwachs und Form. Unter Zugrundelegung der an der Kgl. Württemberg’schen forstlichen Versuchsanstalt angestellten Untersuchungen bearbeitet“ (1881)
- „Handbuch der Waldwerthberechnung, mit besonderer Berücksichtigung der Bedürfnisse der forstlichen Praxis bearbeitet“ (1886)
- „Formzahlen und Massentafeln für die Fichte. Auf Grund der vom Verein deutscher forstlicher Versuchsanstalten erhobenen Materialien bearbeitet“ (1890)